# 175R
175R (イナゴライダー, Inago Raidā, Inago Rider) est un groupe japonais de punk rock, originaire de Kitakyūshū, dans la Préfecture de Fukuoka. Durant son existence, il est composé de quatre membres : Shogo au chant, Yoshiaki à la batterie, Isakick à la basse et Kazya à la guitare.

## Biographie
175R (prononcé Inago Rider) est formé en 1998 à Kitakyūshū, dans la Préfecture de Fukuoka, à l'origine comme groupe de hardcore mélodique. Le groupe est d'abord uniquement composé de Shogo. Ce dernier est rejoint par Wacchan, Kazuya et Isakick. Au printemps la même année, 175R joue peu à peu dans les alentours de Kitakyuushuu aux côtés de groupes connus, leur permettant ainsi de se faire eux-mêmes mieux connaitre. En mai 1999, 175R prend part au concours Kurozaki Marcus et remporte 100 000 yens. Cependant, des problèmes commencent à faire surface au sein de 175R. En juillet 1999, Wacchan quitte le groupe et est remplacé par le petit frère de Kazuya, Yoshiaki. Cette nouvelle formation participe à un nouveau concours appelé Grooveroad Band Battle Contest auquel ils remportent 50 000 yens. Cet argent leur permet d'accéder à un studio d'enregistrement pour la sortie de leur première démo, 1769~Inrarock~. Celle-ci leur permet d'assoir une popularité plus étendue, en dehors de Fukuoka.
En mars 2001, ils effectuent leur première tournée nationale appelée Hatsushige ~ Spring Tour 2001 ~, dans 16 villes. En juin 2001, ils signent avec le label I Hate Records, auquel ils publient leur single From North Nine States, qui atteint la troisième place de l'Oricon Indie Chart pendant trois semaines consécutives. En 2002 sort le split maxi Stand By You, enregistré avec les Shaka Labbits comprenant 4 titres. De ce single sortira également un clip où l'on retrouve les deux groupes. Avec Shaka Labbits, ils effectuent en septembre 2002, une tournée internationale de 11 dates appelée Stand by You!! Tour 2002. En 2003, 175R célèbre ses débuts chez une major (EMI Records) avec la sortie du single Happy Life en avril. À cette période, Kazuya change de nom pour Kazya. Un mois plus tard, ils jouent au Yoyogi Kouen devant 25 000 spectateurs. 
À la fin 2006, le groupe compte déjà douze singles et deux albums supplémentaires. En 2007, ils publient trois singles, puis l'album Thank You for the Music en octobre. En 2007, ils chantent le thème principal du film de Kamen Rider Den-O: Je, Naîtrai!..., intitulé Yume de Aetara nara... ("Si on s'était rencontré en rêve..."). En 2009, 175R fait une courte pause. Ils reviennent à la fin de l'année avec le single Refrain, puis avec l'album Tokyo en décembre. À la fin de cette année, 175R effectue la tournée Thank you! Hello! Tour 2010. Leur dernier concert s'effectue en 2010 à l'événement Galaxy Stage.
En 2016, ils sont annoncés pour le Skullshit 20th Anniversary, prévu du 19 octobre au 3 décembre. Le 5 avril 2017, le groupe publie son premier album en près de sept ans, intitulé Get Up Youth!.

## Discographie

### Albums studio
- 2002 : Stand By You
- 2002 : Go! Upstart!
- 2003 : Songs
- 2004 : Melody
- 2006 : 7 -Seven-
- 2007 : Bremen
- 2008 : Omae wa Sugee!
- 2010 : Japon
- 2017 : Get Up Youth!

### DVD
- 2003 : LIVE! LIVE! LIFE?
- 2004 : CLIPS＋
- 2004 : Live at Budokan ´04 (175R LIVE at 日本武道館 '04)
- 2007 : CLIPS＋2
- 2008 : サンキュー・フォー・ザ・ミュージック～10周年感謝の野音と全国制覇